# 3:10 to Yuma (película de 2007)
El tren de las 3:10 (título original en inglés: 3:10 to Yuma) es una película estadounidense de wéstern de 2007, un remake de la cinta del año 1957 con el mismo título, dirigida por James Mangold y protagonizada por Christian Bale y Russell Crowe. La película fue filmada en Nuevo México (Estados Unidos) y en España. Se estrenó el 5 de septiembre de 2008 con el título El tren de las tres y diez (título a veces escrito con la grafía El tren de las 3:10).
Se basa en el relato corto homónimo de Elmore Leonard publicado en Dime Western Magazine en 1953. La acción comienza en la habitación de un hotel donde un sheriff vigila a un ladrón de 21 años.

## Argumento
Agosto de 1884: Dan Evans (Christian Bale) es un ranchero empobrecido, mutilado (le falta un pie) y veterano de la guerra civil estadounidense. Vive en su rancho con su esposa Alice (Gretchen Mol), su hijo pequeño Mike (enfermo de tuberculosis) y su otro hijo de 14 años William (Logan Lerman), al que le gustan mucho los relatos de forajidos. Evans le debe dinero a Glen Hollander (Loftin), y cuando deja de pagar, dos de los esbirros de Hollander le queman el establo en plena noche, advirtiéndole que lo siguiente será su casa. El ganado huye asustado y su hijo mayor muestra una absoluta falta de confianza ante la capacidad de su padre de resolver los problemas que afectan a la familia. A la mañana siguiente Evans y sus dos hijos van a recuperar su ganado, cuando tropiezan con el forajido Ben Wade (Crowe) y su banda, que están usando a los animales para bloquear el camino y tender una emboscada a la diligencia blindada custodiada por los agentes del gobierno (Pinkerton y otros). Cuando Wade y su banda finalizan su ataque a la diligencia, descubren a Evans y sus hijos, pero como no les consideran una amenaza para ellos, les dejan ir, si bien les quitan los caballos anunciándoles que los dejarán después en el camino a Bisbee. Y allí, efectivamente, los encuentran más tarde Evans y sus hijos.
Evans encuentra un superviviente del ataque a la diligencia, Byron McElroy (Peter Fonda) y lo llevan al pueblo. Mientras, Wade y su banda se han acercado a Bisbee a celebrar el éxito de su golpe y repartir el botín. Wade se queda en la cantina atraído por la cantinera. Entretanto, llegan al pueblo Evans y el herido. Evans trata de disuadir a su acreedor, Hollander, de que queme su granja, pero todo es en vano. Enfurecido entonces, ante lo que cree la pérdida irreversible de su modo de vida y sus tierras, Evans intenta enfrentarse a Hollander en la cantina, pero allí dentro solo encuentra a Ben Wade. Ambos hombres mantienen una breve conversación que distrae a Wade, cosa que aprovechan los guardas del ferrocarril para atraparle.
El representante del ferrocarril, Grayson Butterfield, enrola a McElroy, Potter, Tucker (uno de los esbirros de Hollander) y a Evans (por 200 dólares de recompensa) para conducir a Wade al tren de las 3:10 para Yuma en la estación de  Contention City (Arizona), al objeto de ser juzgado y llevado a la horca. Pasan por la granja de Evans y dejan pistas falsas a la banda de Wade para que no les sigan. Sin que su padre lo sepa, el hijo mayor de Evans les sigue a cierta distancia.
Durante el viaje, Wade mata a Tucker y a McElroy y empiezan a sentir el acoso de la banda de Wade, que les sigue. Toman entonces un atajo a través de territorio indio, pero les atacan los apaches y Wade acaba defendiendo al grupo y escapando. Se dirige a un campo de trabajadores chinos del ferrocarril donde el capataz le captura. Pero el grupo de Evans le sigue la pista y consiguen recuperar su custodia, llegando a Contention donde se alojan en un hotel y se les unen algunos "marshalls" del lugar. Allí esperan que llegue el tren y la banda de Wade.
Cuando llegan los forajidos, ofrecen una generosa recompensa a quien les ayude a liberar a Wade y aparecen múltiples voluntarios. Ello genera, a su vez, una dimisión en masa de los guardianes de Wade, quedando solo Evans. Ambos hombres salen hacia el tren bajo una lluvia de balas y en esos momentos Evans confiesa a Wade que lo que le mueve a actuar no es el dinero de la recompensa solamente, sino también recuperar su sentido del honor y su imagen ante su hijo, que no existen para él desde que le hirieron en una guerra en la que no fue un héroe, sino un simple herido en la retaguardia de la retirada. Quiere hacer algo que su hijo recuerde con orgullo. Wade se ablanda y acepta ser conducido al tren.
Sin embargo, los hombres de su banda no saben nada de este trato, y cuando Wade ya está dentro del tren, disparan a Evans dejándole muy malherido. Wade baja del tren, recoge la pistola que le entrega Prince y, sin mediar palabra, mata a todos los miembros de su banda, sube de nuevo al tren y silba a su caballo. Su destino queda ambiguo, pues el caballo sigue al tren y quizás eso signifique que se fugará de la cárcel de Yuma.
Mientras, Evans agoniza en el suelo junto a su hijo, que le mira con admiración.

## Producción
En junio de 2003 Columbia Pictures anuncia estar en negociaciones con Mangold para realizar una versión del western 3:10 to Yuma. Tras estar apartado del proyecto por varios años, retoma su papel de director en febrero de 2006 y se programó el inicio del rodaje para el verano de 2006. Ese mismo mes, Tom Cruise mostró su interés en interpretar al villano de la película. Eric Bana también estuvo brevemente comprometido.
En el verano de 2006, Columbia cambia de idea y cede los derechos a Relativity Media. Crowe y Bale aceptan los papeles principales y Relativity empieza a buscar distribuidora para la película. En septiembre Lions Gate Entertainment se hace cargo de la distribución.  y  Peter Fonda, Gretchen Mol, Dallas Roberts, Ben Foster, y Vinessa Shaw se unen al reparto. El rodaje comenzó el 23 de octubre de 2006 en Nuevo México. Los exteriores fueron rodados en y alrededor de Santa Fe, Abiquiú, y Galisteo  El rancho Bonanza Creek representó la ciudad de Bisbee (Arizona) mientras que Galisteo representó a Contention City  (Arizona) como una ciudad más dura, una ciudad de pecado. Otras localizaciones fueron Diablo Canyon y Gilman Tunnels
El primer día de rodaje tuvo lugar un aparatoso y grave accidente cuando un caballo y su jinete chocaron contra uno de los vehículos porta-cámaras sin que el caballo virara a tiempo. El jinete fue hospitalizado y el caballo sacrificado debido a la gravedad de sus heridas. Ello provocó una investigación de la AHA (American Humane Association).
El rodaje terminó el 20 de enero de 2007.

## Reparto
| Actor          | Personaje           | Descripción                                          |
| -------------- | ------------------- | ---------------------------------------------------- |
| Christian Bale | Dan Evans           | granjero veterano de guerra al que le falta un pie   |
| Russell Crowe  | Ben Wade            | rudo líder de una banda de forajidos                 |
| Logan Lerman   | William Evans       | hijo de Dan Evans                                    |
| Peter Fonda    | Byron McElroy       | agente de la ley que hace tiempo que persigue a Wade |
| Dallas Roberts | Grayson Butterfield |                                                      |
| Ben Foster     | Charlie Prince      |                                                      |
| Luke Wilson    | Zeke                |                                                      |
| Vinessa Shaw   | Emmy                |                                                      |
| Alan Tudyk     | Doc Potter          |                                                      |
| Kevin Durand   | Tucker              |                                                      |
| Luce Rains     | Marshall Weathers   |                                                      |
| Gretchen Mol   | Alice Evans         |                                                      |

## Estreno
Inicialmente estaba previsto que la película se estrenara el 5 de octubre de 2007, pero Lionsgate decidió adelantarlo al 7 de septiembre de 2007 para competir en mejores condiciones con otros dos westerns a estrenar ese mismo año:  El asesinato de Jesse James por el cobarde Robert Ford  y  No es país para viejos . Como resultado de esta estrategia, la película no pudo emplear Festival Internacional de Cine de Toronto como plataforma publicitaria, pero se estrenó antes que sus competidores en la temporada de otoño. En palabras del presidente de Lionsgate, Tom Ortenberg, “Queríamos ser los primeros, de modo que los demás tuvieran que compararse con nosotros”. Además, el temprano estreno permitió lanzar el Blu-ray Disc y DVD de alta definición la primera semana de enero, durante la temporada de premios. Lionsgate usó la misma estrategia que en 2004 le dio buenos resultados con Crash.

## Recepción

### Taquilla
3:10 to Yuma se estrenó en Estados Unidos y Canadá el 7 de septiembre de 2007, en 2652 cines. En su primer fin de semana, alcanzó una recaudación de 14 035 033 dólares y la posición #1 en el box office de USA y Canadá. 3:10 to Yuma alcanzó una recaudación aproximada de 53 606 916 dólares en Estados Unidos y 16 409 304 dólares en el resto del mundo, con un total de 70 016 220 dólares.

### Crítica
La película recibió críticas positivas. La página Rotten Tomatoes señala que el 88 % de los críticos le dieron críticas positivas basándose en 213 críticas emitidas, con una media de 7.5/10. El consenso publicado en la página dice: "El remake de este western clásico mejora el original gracias a las encendidas y potentes interpretaciones de Russell Crowe y Christian Bale y a la acertada dirección de James Mangold". La página Metacritic, que asigna una puntuación sobre 100 basándose en las críticas, le da una puntuación de 76 basada en 37 críticas "generalmente favorables".
Roger Ebert, del Chicago Sun-Times, dice que Mangold restaura en esta película el corazón herido del western rescatándolo de la ciénaga de la violencia sin sentido y alaba la labor de los actores.
Andrew Sarris, de The New York Observer, dijo: "En el remake hay más corrupción y avaricia que en el original y el film no es tanto un remake como una resurrección de película y género". Continúa Sarris diciendo que Fonda y Foster "están especialmente memorables" y que "las actuaciones de los Sres. Crowe y Bale justifican por sí solas el precio de la entrada".
David Denby, crítico de The New Yorker, escribió que este film "es más rápido, más cínico y más brutal que el de 1957"; que Fonda nos ofrece "una maravillosa y potente interpretación" y que Crowe "nos da una entretenida y fascinante interpretación pues es un genio de la actuación". "Es de lejos el mejor y más elaborado trabajo del director, siendo en su mayoría un western tenso y difícil".
Ty Burr del Boston Globe califica el film como "austero, casi irracionalmente gratificante". Burr señala que Crowe y Bale "están entre los mejores y más intuitivos intérpretes de la actualidad y eso hace que estén al servicio de sus papeles. No hay fanfarrones. Es algo estremecedor verles trabajar". Burr mantiene que el personaje de Ben Wade "es a la vez una serpiente y un encantador de serpientes metido todo en el mismo irresistible paquete" y que "Foster como Charlie Prince es fascinante", que "Bale y Crowe no dan ni un paso en falso" y que "Mangold se mantiene alejado del revisionismo de series de TV como Deadwood". El único pero se lo pone al final, que le parece un poco sin sentido en la era post Clint Eastwood.
Bruce Westbrook del Houston Chronicle le da a la película 3½ estrellas y la llama "el mejor western desde Unforgiven", calificándola de catártica e inteligente. "Se ve clara su inspiración en las acciones heroicas solitarias de High Noon". Escribe que "es a la vez una entretenida cinta de acción y aventuras y un juego de balazos entre forajidos, pero también es una historia de heroísmo, villanos y redención ganada con grandes esfuerzos". Westbrook dice que Crowe y Bale "están en la cúspide de su profesión" y que "Crowe está verdaderamente carismático como un hombre que es tan cobarde como inteligente y sangriento de sangre a la vez que habilidoso y resolutivo".
Shawn Anthony Levy de The Oregonian le da a la película una "B+" y dice que "está basada en un realismo similar al de los westerns de John Ford pero también puede dejar satisfechas las ansias de sangre, de chispa y tensión de los fans de Quentin Tarantino". Añade que "El film original dedica mucho tiempo a las conversaciones entre Wade y Evans y se focalize más en la mujer de este último, sin embargo, el remake tiene más secuencias de acción y está sutilmente influenciado por ecos de los actuales problemas políticos y morales". "Christian Bale nos ofrece otro de sus hombres heridos, desesperados y difíciles" y "Russell Crowe rellena el papel original de Glenn Ford con una buena dosis de sarcasmo y carisma, frialdad en la toma de decisiones y la ocasional crueldad de Robert Mitchum".  Considera que "el clímax llega demasiado rápido, pero que es una robusta e interesante película".
Peter Rainer, del Christian Science Monitor, le da a la película una "B+" y escribe "lo que Alfred Hitchcock dijo una vez sobre los thrillers sirve también para los westerns: "cuanto peor es el malo, mejor es la película". Conforme a este criterio, "3:10 to Yuma es excelente". Comparando con el film original de 1957, dice que la película es "más amplia de miras que su predecesora, y aunque significativamente alterada en su final, subyace la misma vieja moralidad". Rainer considera que "Bale actúa como si aún estuviera interpretando al superviviente de guerra de la película Rescue Dawn de Werner Herzog y que su hiperrealista interpretación es un lastre frente a la sofisticada interpretación del príncipe de la oscuridad que hace Crowe".
Richard Schickel, de la  revista Time, nos plantea paralelismos entre el supuesto western que es la película y la vida moderna: "El ranchero Dan Evans (Christian Bale) parece vivir en el siglo XIX en Arizona, pero lleva un estilo de vida de siglo XX. Asfixiado por los pagos de la hipoteca que el dueño de la tierra le reclama pues quiere venderla … en internet (perdón) al ferrocarril. Su rebaño va menguado y uno de sus niños está enfermo mientras el otro piensa que es un cobarde. Incluso la paciencia de su mujer parece estar agotándose. Nadie querría ser él". Añade: "cuando una película es tan entretenida como ésta, uno piensa si este género que parecía muerto podría resucitar". Schickel dice que la película de 1957 "no es en su opinión tan buena como piensa la mayoría" y que "Crowe no nos deja instalarnos en la predictibilidad respecto a su personaje", que "Mangold nunca pierde su frescura ni su eficiencia narrativa", pero que no le parece apto comparar la película con Unforgiven porque la película de Mangold carece del tono oscuro, crepuscular y perplejo del film de Eastwood.

## Premios y nominaciones

### Premios Óscar
| Año  | Categoría          | Persona                                | Resultado |
| ---- | ------------------ | -------------------------------------- | --------- |
| 2007 | Mejor banda sonora | Marco Beltrami                         | Candidato |
| 2007 | Mejor sonido       | Paul Massey David Giammarco Jim Stuebe | Nominados |

### Premios del Sindicato de Actores
| Año  | Categoría     | Resultado |
| ---- | ------------- | --------- |
| 2007 | Mejor reparto | Candidato |